# Phare de Kilauea
Le phare de Kilauea est un phare  des États-Unis qui est situé sur Kilauea Point à Kauai, l'une des îles de l'archipel d'Hawaï. Il se trouve dans le Kilauea Point National Wildlife Refuge (en), une aire protégée de catégorie IV.
Ce phare est géré par l'United States Coast Guard.

## Histoire
Kīlauea Point est une étroite péninsule de lave émergeant de la rive nord de Kauai, qui a été achetée à la Kīlauea Sugar Plantation Company en 1909 pour un dollar américain.
En raison de son inaccessibilité par une route il a fallu transporter les matériaux par voie maritime sur une petite crique près de la zone de construction. Puis ils étaient acheminés par un câble aérien. Finalement, après presque quatre années de planification, la construction a débuté en juillet 1912 et le phare a été mis en service le 1er mai 1913. La tour a été construite dans un style d'architecture néo-classique en béton armé. 

## Description
La tour est un cylindre légèrement effilé d'environ 16 m de haut. La partie supérieure possède une galerie circulaire avec une main courante en acier. La lanterne est équipée d'une lentille de Fresnel de deuxième ordre (l'une des sept restant en activité dans un phare des États-Unis). Elle est de fabrication française par Barbier, Bénard et Turenne de Paris. La lentille de 9 000 livres (4.100 kg) flotte sur un lit de mercure et d'air comprimé. À environ 300 mètres au sud se trouve une zone résidentielle avec trois petites maisons en pierre. Le phare émet, à une hauteur focale de 53 m, un éclat blanc toutes les 10 secondes. Sa portée nominale est de 9 milles nautiques (environ 17 km). 
Une balise radio a été ajoutée en 1930, date à laquelle la lumière a été alimentée à l'électricité. D'une puissance de 250.000 bougies à l'origine, la lumière a atteint 2.500.000 bougies en 1958. La station a été occupée par des gardiens de phare jusqu'en 1974, date à laquelle elle a été automatisée. En février 1976, la lumière a été déplacée vers une tour plus petite et la première tour a été protégée. Ce fut l'un des derniers phares convertis à l'automatisation par la Garde côtière des États-Unis dans les îles hawaïennes. La balise radio a été remplacée en 1956, puis supprimée dans les années 1980.
Le 18 octobre 1979, il a été ajouté au Registre national des lieux patrimoniaux à Hawaii sous le nom de site 79000759.

## Anecdotes
Le 29 juin 1927, les pilotes de l'United States Army Air Corps de l'avion Bird of Paradise, Lester J. Maitland et Albert F. Hegenberger, tentaient le premier vol trans-pacifique de Californie à Hawaï. Une heure avant l'aube, conscients qu'ils étaient légèrement au nord de leur trajectoire prévue et que leur récepteur radio directionnel ne fonctionnait pas, ils ont repéré le phare de Kīlauea comme prévu pour vérifier leur position. 
En 1985, le Refuge national de faune de Kīlauea Point a installé son bureau dans l'ancienne station de la Garde côtière. Un nouveau centre d'accueil a été construit en 1988. Les bâtiments ont été endommagés par l'ouragan Iniki en septembre 1992, puis réparés. Le centre des visiteurs est exploité par la Kilauea Point Natural History Association. À partir de la fin de 2008, le groupe a amassé des fonds pour la restauration du phare.
Identifiant : ARLHS : HAW-004  - Amirauté : G7500 - USCG : 6-29737.
|                |
| Kilauea Point. |

|                                    |
| Lanterne avec Lentille de Fresnel. |

|                        |
| La station de Kilauea. |